# ATP Challenger Ningbo
Das ATP Challenger Ningbo (offizieller Name: International Men’s Tennis Challenger) war ein Tennisturnier in Ningbo, das zwischen 2011 und 2019 ausgetragen wurde. Es war Teil der ATP Challenger Tour und wurde im Freien auf Hartplatz ausgetragen. Lu Yen-hsun ist mit drei Titeln im Einzel Rekordsieger des Turniers.

## Liste der Sieger

### Einzel
| Jahr                         | Sieger            | Finalgegner          | Ergebnis       |
| ---------------------------- | ----------------- | -------------------- | -------------- |
| 2019                         | Yasutaka Uchiyama | Steven Diez          | 6:1, 6:3       |
| 2018                         | Thomas Fabbiano   | Prajnesh Gunneswaran | 7:64, 4:6, 6:3 |
| 2017                         | Michail Juschny   | Taro Daniel          | 6:1, 6:1       |
| 2016                         | Lu Yen-hsun (3)   | Hiroki Moriya        | 6:3, 6:1       |
| 2015                         | Lu Yen-hsun (2)   | Jürgen Zopp          | 7:63, 6:1      |
| 2013–2014: nicht ausgetragen |                   |                      |                |
| 2012                         | Peter Gojowczyk   | Jeong Suk-young      | 6:3, 6:1       |
| 2011                         | Lu Yen-hsun (1)   | Jürgen Zopp          | 6:2, 3:6, 6:1  |

### Doppel
| Jahr                         | Sieger                                | Finalgegner                               | Ergebnis           |
| ---------------------------- | ------------------------------------- | ----------------------------------------- | ------------------ |
| 2019                         | Andrew Harris Marc Polmans            | Alex Bolt Matt Reid                       | 6:0, 6:1           |
| 2018                         | Gong Maoxin Zhang Ze                  | Hsieh Cheng-peng Christopher Rungkat      | 7:5, 2:6, [10:5]   |
| 2017                         | Radu Albot Jose Statham               | Jeevan Nedunchezhiyan Christopher Rungkat | 7:5, 6:3           |
| 2016                         | Jonathan Eysseric Serhij Stachowskyj  | Stefan Kozlov Akira Santillan             | 6:4, 7:64          |
| 2015                         | Dudi Sela Amir Weintraub              | Nikola Mektić Franko Škugor               | 6:3, 3:6, [10:6]   |
| 2013–2014: nicht ausgetragen |                                       |                                           |                    |
| 2012                         | Sanchai Ratiwatana Sonchat Ratiwatana | Gong Maoxin Zhang Ze                      | 6:4, 6:2           |
| 2011                         | Karan Rastogi Divij Sharan            | Jan Hernych Jürgen Zopp                   | 3:6, 7:63, [13:11] |